# Pendolare (ultraleggero)

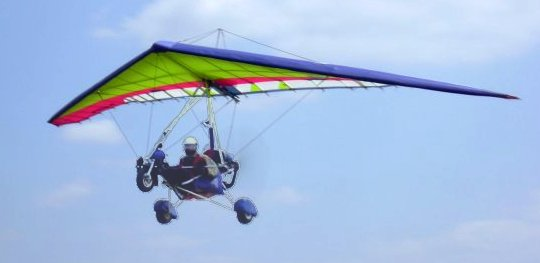
Pendolare in volo

Il pendolare, comunemente detto anche trike con dicitura anglosassone, è un velivolo ultraleggero a motore, dalla struttura molto semplice. Mantenendo l'aspetto di un deltaplano da volo libero al di sotto del quale è sospeso un carrello triciclo, spesso viene impropriamente definito deltaplano a motore.

## Descrizione tecnica
I pendolari, pur nella loro identità progettuale, mantengono una struttura generale simile. Sulla parte superiore è normalmente collocata l'ala Rogallo, di forma trapezoidale, collocata alta a parasole e collegata alla struttura inferiore tramite un montante ed allo stesso tramite una serie di tiranti. La struttura inferiore, normalmente in tubi d'acciaio saldati,  raggruppa l'abitacolo, dove siedono il pilota e l'eventuale passeggero, il carrello d'atterraggio triciclo fisso ed il motore, montato posteriormente ed al quale è abbinata un'elica in configurazione spingente.